# 이와쿠라촌 (이시카와현)
이와쿠라촌(岩倉村)은 이시카와현 후게시군에 존재했던 촌이다.

## 역사
- 1889년 4월 1일 - 정촌제 시행에 의해 후게시군 5개 촌의 구역을 가지고 이와쿠라촌이 성립하였다.
- 1908년 4월 1일 - 구 마치다촌, 니시마치촌과 합병해 새로운 마치다촌이 성립하여, 동일 이와쿠라촌은 폐지되었다.

## 참고문헌
- 『輪島市史』